# Eria micholitzii
Eria micholitzii är en orkidéart som beskrevs av Friedrich Fritz Wilhelm Ludwig Kraenzlin. Eria micholitzii ingår i släktet Eria och familjen orkidéer. Inga underarter finns listade i Catalogue of Life.